# Balonul de Aur, ediția 2008
Balonul de Aur, ediția 2008  a fost acordat portughezului Cristiano Ronaldo pe 2 decembrie 2008.
Ronaldo a fost al treilea portughez care a câștigat premiul după Eusébio (1965) și Luís Figo (2000). A fost al patrulea jucător al lui Manchester United care a câștigat trofeul după Denis Law (1964), Bobby Charlton (1966) și George Best (1968).

## Clasament
| Locul | Jucător             | Naționalitate    | Club                 | Puncte |
| ----- | ------------------- | ---------------- | -------------------- | ------ |
| 1     | Cristiano Ronaldo   | Portugalia       | Manchester United    | 446    |
| 2     | Lionel Messi        | Argentina        | Barcelona            | 281    |
| 3     | Fernando Torres     | Spania           | Liverpool            | 179    |
| 4     | Iker Casillas       | Spania           | Real Madrid          | 133    |
| 5     | Xavi                | Spania           | Barcelona            | 97     |
| 6     | Andrei Arshavin     | Rusia            | Zenit St. Petersburg | 64     |
| 7     | David Villa         | Spain            | Valencia             | 55     |
| 8     | Kaká                | Brazilia         | Milan                | 31     |
| 9     | Zlatan Ibrahimović  | Suedia           | Internazionale       | 30     |
| 10    | Steven Gerrard      | Anglia           | Liverpool            | 28     |
| 11    | Marcos Senna        | Spania           | Villarreal           | 16     |
| 12    | Emmanuel Adebayor   | Togo             | Arsenal              | 12     |
| 13    | Wayne Rooney        | Anglia           | Manchester United    | 11     |
| 14    | Sergio Agüero       | Argentina        | Atlético Madrid      | 10     |
| 15    | Frank Lampard       | Anglia           | Chelsea              | 8      |
| 16    | Franck Ribéry       | Franța           | Bayern München       | 7      |
| 17    | Samuel Eto'o        | Camerun          | Barcelona            | 6      |
| 18    | Gianluigi Buffon    | Italia           | Juventus             | 5      |
| 19    | Michael Ballack     | Germania         | Chelsea              | 4      |
| 19    | Cesc Fàbregas       | Spania           | Arsenal              | 4      |
| 21    | Didier Drogba       | Coasta de Fildeș | Chelsea              | 3      |
| 21    | Sergio Ramos        | Spania           | Real Madrid          | 3      |
| 21    | Nemanja Vidić       | Serbia           | Manchester United    | 3      |
| 24    | Edwin van der Sar   | Olanda           | Manchester United    | 2      |
| 24    | Ruud van Nistelrooy | Olanda           | Real Madrid          | 2      |

Adițional, cinci jucători au fost nominalizați dar nu au primit nici un vot: Karim Benzema (Lyon), Pepe (Real Madrid), Luca Toni (Bayern München), Rafael van der Vaart (Real Madrid) și Yuri Zhirkov (ȚSKA Moscova).